# Judy Horney
Judy Horney (* 1979) ist eine deutsche Dreh- und Sachbuchautorin, sowie Werbetexterin.

## Leben und Wirken
Horney stammt aus einer Friseur-Dynastie. Ab 1998 studierte sie an der Bayerischen Akademie für Wirtschaftskommunikation in München, 2000 schloss sie dieses Studium mit einem Bachelor in Marketing ab. Im Anschluss studierte sie von 2003 bis 2005 Journalismus, Soziologie und Psychologie an der Freien Universität Berlin. Während und nach dem Studium arbeitete sie zunächst als Werbetexterin für verschiedene Werbeagenturen wie Jung von Matt und DDB und konzipierte Print- und Fernsehwerbung unter anderem für Heineken, bonprix und Google. In den Jahren 2003 bis 2008 schrieb sie außerdem als freie Autorin für die Magazine Neon und Maxim.
2011 und 2012 besuchte Horney einen Kurs zum Drehbuchschreiben am Filmhaus Babelsberg Köln, während diesem schrieb sie im Auftrag des NDR mit einem Freund eine Sitcom. 2017 veröffentlichte sie ihr erstes Sachbuch. Ihr Kinodebüt feierte sie 2018 mit dem Drehbuch zu Das schönste Mädchen der Welt, für das sie gemeinsam mit Aron Lehmann und Lars Kraume verantwortlich war. Die drei Autoren waren für den Deutschen Filmpreis 2019 nominiert.
Seit 2019 schreibt Horney die Drehbücher für Folgen des Joyn Original Check Check.

## Veröffentlichungen (Auswahl)

### Filmografie
- 2017: Das schönste Mädchen der Welt
- seit 2019: Check Check (Fernsehserie, Folgen 1.07, 1.09, 2.03, 2.06, 3.08)

### Schriften
- 2017: Ich bin eine Frau voller Widersprüche … Nee, doch nicht.: Mein Leben mit Entscheidungshemmung, Schwarzkopf & Schwarzkopf

## Auszeichnungen (Auswahl)
Deutscher Filmpreis 2019
- Nominierung in der Kategorie Bestes Drehbuch für Das schönste Mädchen der Welt
- Nominierung in der Kategorie Bester Film für Das schönste Mädchen der Welt